# El Paso (col·lectiu)
El Paso és un col·lectiu d'artistes fundat el febrer de 1957 a Madrid (Espanya), i va representar un dels grups més importants per a la configuració i definició de la vanguàrdia espanyola de postguerra. Els integrants d'El Paso aleshores foren els pintors: Rafael Canogar, Luis Feito, Juana Francés, Manolo Millares, Manuel Rivera, Antonio Suárez, Antonio Saura i l'escultor Pablo Serrano. També hi havia alguns crítics d'art, com José Ayllón i Manolo Conde. El 1958 van afegir-s'hi els artistes Martín Chirino i Manuel Viola.

## Història
El març de 1957 va publicar-se el manifesta d'El Paso redactat per José Ayllón i amb el símbol del grup realitzat per Antonio Saura basant-se en una obra de Pablo Serrano. L'abril d'aquell any van inaugurar la primera exposició a la llibreria-galeria Buchholz, a Madrid.
El grup El Paso va representar un paper fonamental en el procés de normalització d'una vanguàrdia, desorientada i dispersa des del final de la Guerra Civil Espanyola. Presenta una significació singular a causa de la procedència desigual dels seus membres, de la seva coherència plàstica, tot i la forta individualitat de cada component, i de la seva ideologia compromesa i radical.
Manolo Millares havia nascut a Las Palmas de Gran Canària, Antonio Saura a Osca, Rafael Canogar a Toledo, Pablo Serrano a Crivillén (Terol), Manuel Rivera a Granada, Antonio Suárez a Gijón (Astúries), Juana Francés a Alacant, Manuel Viola a Saragossa i el crític José Ayllón a Tarragona. Només eren de Madrid Luis Feito i Manolo Conde. Va haver-hi, doncs, una confluència una mica paral·lela a la procedència també desigual que va tenir lloc a Madrid amb els components de la generació del 98.

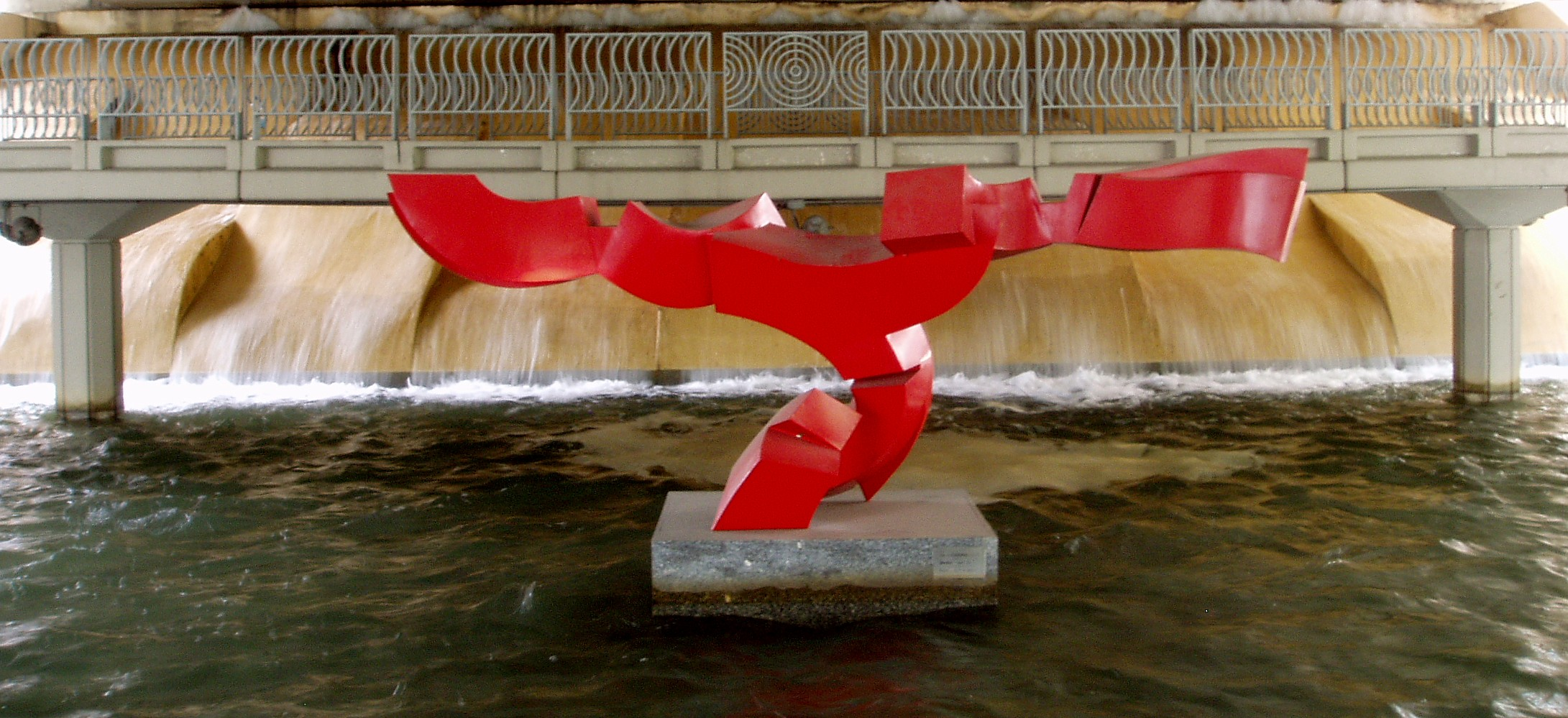
Escultura de M. Chirino.

Els artistes d'El Paso van començar la seva formació en un ambient artístic en què la modernitat s'obria pas d'una forma precària. En realitat, es podria dir que l'art dels membres del grup, així com el de molts altres artistes de vanguàrdia d'aleshores, no es corresponia amb les condicions reals i històriques del país. Llur activitat fou una tasca que va construir un pont, un pas, entre una modernitat invertebrada i una vanguàrdia radical. Per això, així com per a molts altres pintors que van viure l'aventura de l'Informalisme i construïren la poètica de l'art altre, fou decisiu el coneixement de les realitzacions de la vanguàrdia abstracta. La vanguàrdia que tenia el seu centre i capital a París i l'Expressionisme Abstracte nord-americà foren els punts de referència i contacte amb un nou llenguatge que immediatament assimilaren i feren propi. En aquest sentit, els artistes d'El Paso realitzaren un art en què hi ha diversos components que formen part d'un denominador comú: la primacia d'una expressivitat agressiva i intensa; la reducció intencionada del color a uns límits mínims i, finalment, el convenciment en una poètica artística del compromís.
Un dels aspectes que defineixen la dimensió plàstica d'El Paso fou precisament la seva preocupació i actitud crítica davant la realitat i el seu compromís amb una situació històrica. La vanguàrdia significava rebel·lia, ruptura. El compromís amb la realitat del moment suposava una mateixa actitud de lluita i negació de l'statu quo per part dels membres d'El Paso.